# Хеллер, Райнер
Райнер Хеллер (нем. Rainer Heller; род. 17 октября 1961, Падерборн, Северный Рейн-Вестфалия) — государственный и политический деятель Германии. Член Социал-демократической партии Германии. С 2004 по 2020 год являлся бургомистром Детмольда.

## Биография
Окончил обучение в Университете Падерборна и получил степень в области делового администрирования, работал в Deutsche Telekom с 1989 года. Затем долгое время работал казначеем, пока в 2004 году не был избран мэром города Детмольд на муниципальных выборах в Северном Рейне-Вестфалии. Победил во втором туре, набрав 61,1 % голосов против кандидата от ХДС Манфреда Лаки. На местных выборах 2009 года набрал 68,15 % и, таким образом, одержал победу над Стефаном Григатом (ХДС). На муниципальных выборах 2014 года добровольно баллотировался на переизбрание досрочно и набрал 56,08 % действительных голосов в первом туре. В сентябре 2019 года объявил, что больше не будет баллотироваться на выборах мэра в 2020 году. Срок его полномочий истек 1 ноября 2020 года.

## Личная жизнь
Женат, имеет троих детей.